# Søren Andersen
Søren Andersen (ur. 31 stycznia 1970 w Aarhus) – duński piłkarz grający na pozycji napastnika.

## Kariera klubowa
Karierę piłkarską Andersen rozpoczął w klubie Silkeborg IF. W sierpniu 1989 roku odszedł jednak do Aarhus GF. Tam stał się podstawowym zawodnikiem, a z czasem czołowym strzelcem tego klubu. W 1992 roku wywalczył z tym klubem Puchar Danii. W październiku 1993 roku odszedł z Aarhus i przeszedł do hiszpańskiej Lleidy. Dla tej drużyny zdobył dwa gole, w tym jednego zwycięskiego w spotkaniu z Realem Madryt, wygranym przez Lleidę 2:1. Na koniec sezonu Lleida spadła jednak z Primera División, a Duńczyk odszedł do Rayo Vallecano z Madrytu, dla którego zdobył jedną bramkę w 12 rozegranych spotkaniach.
W 1995 roku Andersen zaczął grać w szwedzkim IFK Norrköping i spędził w nim pół roku. W sierpniu tamtego roku wrócił do Danii i został piłkarzem ówczesnego mistrza kraju, Aalborg BK, w którym z czasem zastąpił odchodzącego do Rangers F.C., Erika Bo Andersena. W kolejnych sezonach był czołowym strzelcem Aalborga przez trzy lata zdobywając 30 goli.
W lipcu 1998 Andersen przeszedł za 425 tysięcy funtów do angielskiego Bristol City, grającego w Division One. Zadebiutował w niej w zremisowanym 2:2 meczu z Oxfordem United i w debiucie zaliczył dwa gole. W 1999 roku Bristol spadł z ligi, a we wrześniu Søren został piłkarzem Odense BK. W listopadzie 2001 wrócił do Aarhus, a w 2003 roku zakończył karierę z powodu kontuzji ścięgna Achillesa.

## Kariera reprezentacyjna
W reprezentacji Danii Andersen zadebiutował 30 stycznia 1993 roku w zremisowanym 2:2 towarzyskim spotkaniu ze Stanami Zjednoczonymi. W 1996 roku został powołany przez selekcjonera Richarda Møllera Nielsena do kadry na Euro 96. Tam wystąpił jedynie w wygranym 3:0 grupowym meczu z Turcją. W kadrze narodowej do 2000 roku rozegrał 12 meczów. W 1992 roku był w kadrze olimpijskiej na Igrzyska Olimpijskie w Barcelonie i rozegrał tam jeden mecz.